# Climbing High
Climbing High is een Britse filmkomedie uit 1938 onder regie van Carol Reed. Destijds werd de film in Nederland uitgebracht onder de titel Dwaasheid ten top.

## Verhaal
De rijke Nicky Brooke is verloofd met de aristocratische Constance Westaker. Hij wordt echter verliefd op het berooide model Diana Castle, nadat hij haar bijna aanrijdt met zijn auto. Hij doet zich voor als een armoedzaaier en tracht Diana voor zich te winnen.

## Rolverdeling
| Acteur              | Personage          |
| ------------------- | ------------------ |
| Jessie Matthews     | Diana Castle       |
| Michael Redgrave    | Nicky Brooke       |
| Noel Madison        | Gibson             |
| Alastair Sim        | Max                |
| Margaret Vyner      | Constance Westaker |
| Mary Clare          | Emily Westaker     |
| Francis L. Sullivan | Gek                |
| Enid Stamp-Taylor   | Winnie             |
| Torin Thatcher      | Jim Castle         |
| Tucker McGuire      | Patsey             |
| Basil Radford       | Reggie Baird       |
| Athole Stewart      | Oom                |